# El Pípila
El Pípila [el ˈpipila] (dt.: „Der Truthahn“) war der Spitzname von Juan José de los Reyes Martínez Amaro (* 3. Januar 1782 in San Miguel de Allende; † 25. Juli 1863 ebenda), einem mexikanischen Minenarbeiter und Nationalhelden, der durch die Zerstörung der Tore der Alhóndiga de Granaditas während des Mexikanischen Unabhängigkeitskrieges Berühmtheit erlangte. Seine Existenz ist allerdings umstritten.

## Leben und Wirken
Über sein Leben ist wenig bekannt, lediglich dass er als Sohn von Pedro Martínez und María Rufina Amaro 1782 in San Miguel de Allende geboren wurde und in einer der zahlreichen Minen der Gegend arbeitete. Sein Spitzname soll von seinem fleckigen, dem Gefieder eines Truthahnes ähnlichen Gesicht herrühren. Er soll indigener Abstammung gewesen sein.
1810 brach in Dolores Hidalgo ein Aufstand gegen die spanische Kolonialherrschaft unter Führung von Miguel Hidalgo los, der den Beginn des mexikanischen Unabhängigkeitskrieges darstellte. Die Rebellen erreichten wenige Tage darauf San Miguel de Allende, wo sich auch Juan José Martínez ihnen anschloss.
Am 28. September 1810 griffen sie Guanajuato, die Hauptstadt der Verwaltungseinheit (Intendencia), an. Die Verteidiger unter Führung des Intendente Juan Antonio de Riaño y Barcena verschanzten sich in der Alhóndiga de Granaditas, dem festungsartigen Kornspeicher der Stadt. Die Rebellen schlugen sich bis zu dem Speicher durch, gerieten dort aber in das Abwehrfeuer der Verteidiger.

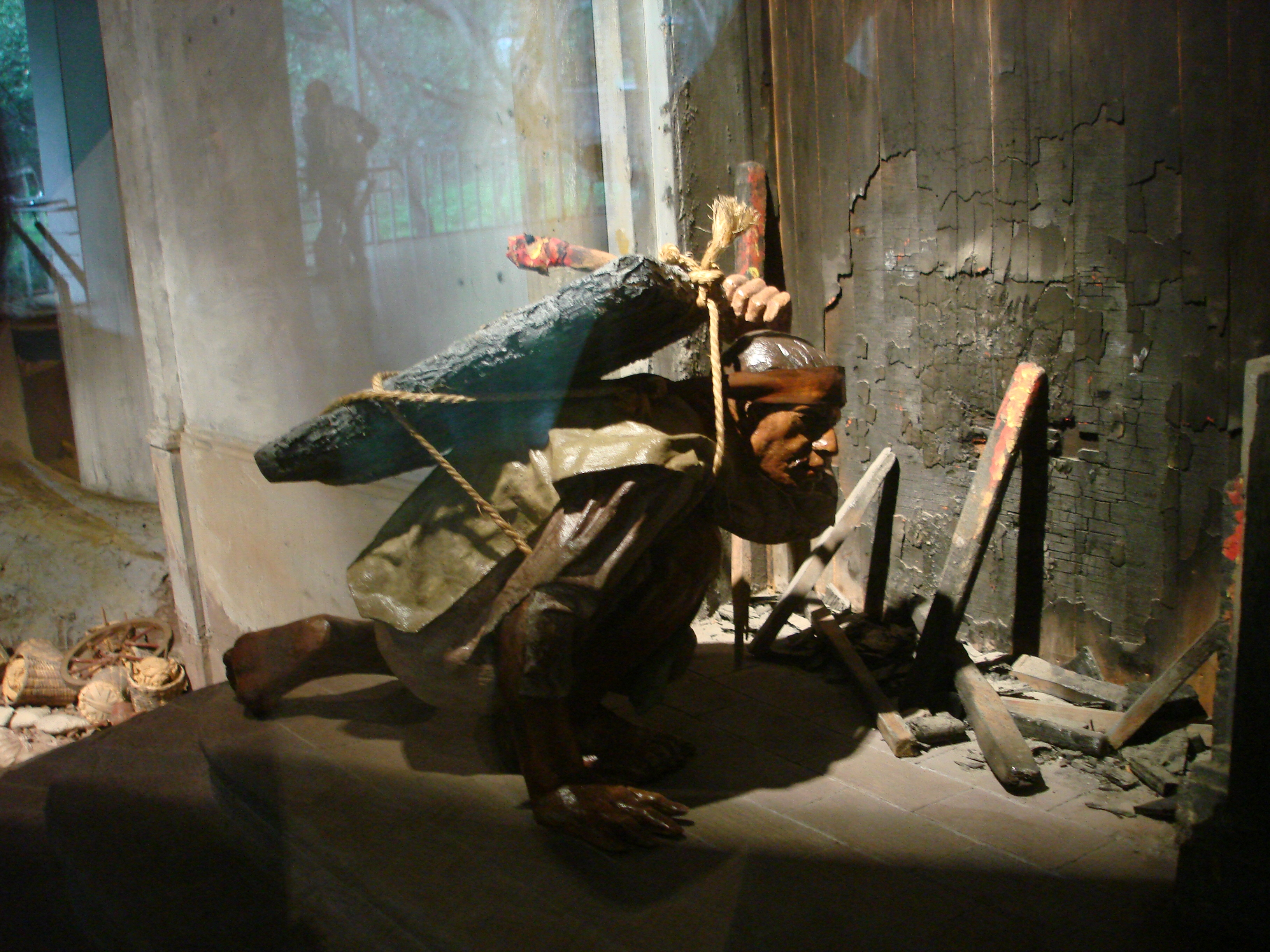
El Pípila beim Entzünden der Tore, Ausschnitt aus einem Diorama im Museo del Caracol, Mexiko-Stadt

Der einzige Ansatzpunkt für die Angreifer, um in das Gebäude vorzudringen, waren die hölzernen Tore. El Pípila soll sich daraufhin einen großen, flachen Stein als Schutz gegen die Kugeln der Verteidiger auf den Rücken gebunden haben und zu den Toren der Alhóndiga de Granaditas gekrochen sein. Die hölzernen Portale soll er dann mit einer Fackel und Brandbeschleuniger entzündet haben. Wenig später waren die Tore zerstört, was die Erstürmung des Kornspeichers und damit die Einnahme von Guanajuato ermöglichte.
El Pípila soll sich noch an weiteren Aktionen des Aufstandes beteiligt haben, um dann später wieder Bergmann zu werden. Er starb am 25. Juli 1863 in seiner Heimatstadt.

## Nachwirkung
Da die Erstürmung der Alhóndiga de Granaditas der erste größere militärische Sieg der meist indianischstämmigen Aufständischen gegen die Spanier war, setzte sich dieses Ereignis im mexikanischen Nationalbewusstsein fest und El Pípila wurde zum Nationalhelden.
In den 1990er Jahren ist er aber zusammen mit anderen Volkshelden aus den mexikanischen Schulbüchern verschwunden. Auch in einer historischen Fernsehserie tauchte er 2010 nicht mehr auf, nachdem er in einer ähnlichen Sendung 1996 noch als heldenhafter Bezwinger der Alhóndiga de Granaditas vorgekommen war. Der Grund dafür war, dass die Existenz und die „Heldentat“ von El Pípila von einigen Historikern bestritten wurde, weil diese nicht belegbar seien. Historisch gesichert ist lediglich die Zerstörung der Tore durch Feuer, die aber auch von mehreren Aufständischen gemeinsam hätte erreicht werden können. Die Frage wurde Gegenstand einer öffentlichen Debatte, die sich auch auf die grundlegende Bedeutung solcher Figuren und Ereignisse für das mexikanische Geschichtsbewusstsein und die nationale Identität erstreckte.

## Denkmäler und El Pípila als Namensgeber

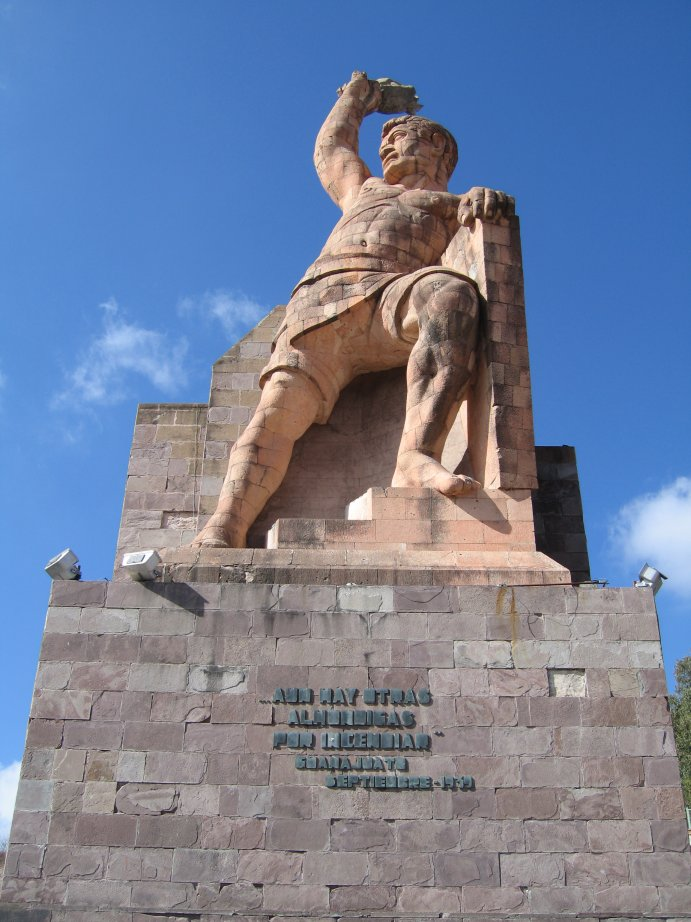
Pípila-Monument in Guanajuato

1939 wurde in exponierter Lage über Guanajuato ein Denkmal für Juan José Martínez errichtet. Die monumentale Pípila von Juan Fernando Olaguíbel stellt den Minenarbeiter mit erhobener Fackel dar und ist von fast der ganzen Stadt aus zu sehen. Der innen begehbare Sockel zeigt die Inschrift „... aún hay otras Alhóndigas por incendiar“ (dt.: „... es gibt noch andere Alhóndigas zum Anzünden“).
Auch in seiner Heimatstadt San Miguel de Allende steht eine kleinere Statue, die den Volkshelden mit Fackel und Stein zeigt. Außerdem ist in der Stadt eine Schule nach ihm benannt. Ein Stadtteil von Tijuana trägt den Namen El Pípila.
Ein 2007 gebauter mexikanischer Tanker wurde El Pípila getauft.